# Episodi di Deadwind (terza stagione)
La terza ed ultima stagione della serie televisiva Deadwind, composta da 8 episodi, è stata interamente pubblicata il 29 ottobre 2021 sul servizio streaming Yle Areena e poi trasmessa dal 31 ottobre al 19 dicembre 2021 sul canale pubblico Yle TV1.
In Italia e in tutti i territori dove il servizio on demand Netflix è disponibile, la stagione è stata interamente pubblicata il 29 ottobre 2022.
| nº | Titolo originale | Titolo italiano   | Pubblicazione Finlandia | Prima TV Finlandia | Pubblicazione Italia |
| -- | ---------------- | ----------------- | ----------------------- | ------------------ | -------------------- |
| 1  | Häkki            | La gabbia         | 29 ottobre 2021         | 31 ottobre 2021    | 29 ottobre 2022      |
| 2  | Takahuone        | La camera segreta | 29 ottobre 2021         | 7 novembre 2021    | 29 ottobre 2022      |
| 3  | Kontti           | Il container      | 29 ottobre 2021         | 14 novembre 2021   | 29 ottobre 2022      |
| 4  | Kos              | Kos               | 29 ottobre 2021         | 21 novembre 2021   | 29 ottobre 2022      |
| 5  | Kansas           | Kansas            | 29 ottobre 2021         | 28 novembre 2021   | 29 ottobre 2022      |
| 6  | Tie              | La strada         | 29 ottobre 2021         | 5 dicembre 2021    | 29 ottobre 2022      |
| 7  | Muistitikku      | La chiavetta USB  | 29 ottobre 2021         | 12 dicembre 2021   | 29 ottobre 2022      |
| 8  | Rauniot          | Le rovine         | 29 ottobre 2021         | 19 dicembre 2021   | 29 ottobre 2022      |